# ハローパーティー
ハローパーティーは1969年4月14日から1975年10月3日にかけて、文化放送で放送されていたラジオ番組。

## 概要
初代パーソナリティは文化放送アナウンサー（当時）の土居まさる。土居は前番組の『電話リクエスト ハローポップス』から引き続いての担当であった。土居が休みの際はみのもんた、橋本テツヤ、せんだみつおが代役を務めた。せんだはその後、月・火曜パーソナリティを務めた。
前身の『電話リクエスト ハローポップス』を発展的解消。原則、公開生放送の音楽バラエティ番組として開始したのが当番組である。電リク、バンド合戦、曲名当てクイズといった番組構成で若年層を中心に幅広く支持され、当時の文化放送を代表する番組となった。当時の文化放送はプロ野球シーズン中は他局の様に試合中継の枠を設けず、当番組を通年で放送したことがリスナーの人気を得た要因となった。
月曜から金曜までの放送だが、1969年10月から1970年4月までは『土曜版』を放送。1970年10月10日から1971年4月3日まで『土居まさるのハローサタデー』（土曜 18:30 - 20:00）を放送していた。
東西リクエスト合戦のコーナーはラジオ大阪（OBC）の『カットジャパン1310』にて同時ネットを行っていた。

## 放送時間
- 月 - 金曜（帯番組）19:00 - 20:10（1969年4月14日 - 1969年10月3日）
- 月 - 金曜（同上）18:45 - 20:00（1969年10月6日 - 1975年10月3日）

## パーソナリティ
- 土居まさる（1969年4月14日 - 1973年9月、当初は月 - 金曜。1973年10月からは木・金曜。1975年3月まで）
- せんだみつお（1973年10月から、月 - 水曜 → 1975年4月から、月・火曜） 後番組『電リク'75』（月曜担当）に続投。
- かまやつひろし（1975年4月から、火曜）
- 山本雄二（1975年4月から、木・金曜）

## コーナー
- 今日のベストテン
- 東西リクエスト合戦 - 上記の通り、ラジオ大阪でも同時ネットされていた
- 野末陳平のコンピューター占い（1969年）
- 電話でジャンケン（1969年 - ）
- サウンドチャレンジ
- ヤング・ジョーカー
- ヒットステージ（1971年 - ）
- オー・フリー（1971年 - ）
- あちこち電話（1972年 - ）
- ミュージックなんだ（1973年 - ）
- ハガキで勝負（1973年 - ）

「土居まさるのハローサタデー」のコーナー
- ヤングのど自慢
- 演芸劇場
- 替え歌大合唱